# Mury miejskie w Toruniu
Mury miejskie Torunia – zespół średniowiecznych obwarowań Torunia, na które składają się mury odrębnych miast: Starego Miasta Torunia (prawa miejskie 1233 roku), Nowego Miasta Torunia (1264 roku), budowany od połowy XIII w., później modernizowany i rozbudowywany, w XIX w. w większości rozebrany. Zachowały się niektóre odcinki, w tym najdłuższy z 3 bramami od strony Wisły, stanowiący element panoramy miasta.

## Historia
Toruń już w pierwszej połowie XIII posiadał umocnienia, jak powszechnie przyjmuje się w formie drewniano-ziemnych wałów, gdyż oparł się najazdowi Świętopełka w 1242 roku. Ceglane mury Starego Miasta zaczęto budować około połowy XIII w. – zachowany odcinek murów z tego czasu wzdłuż ul. Pod Krzywą Wieżą jest najstarszym zachowanym fragmentem muru miejskiego w Polsce, datowanym na lata 1246-1262. Mury te otaczały miasto podwójnym obwodem składającym się z muru wysokiego do strony miasta i muru niskiego rozdzielonych międzymurzem (parchamem), dodatkowo poprzedzonych fosą. Od zachodu zbudowano trzecią linię murów obronnych. Od południa, gdzie naturalną obroną była Wisła, zastosowano mur pojedynczy bez fosy. Na wyjściach głównych szlaków komunikacyjnych ze Starego Miasta Torunia umieszczono 8 bram, z których do dzisiaj zachowały się 3 bramy od strony Wisły (Mostowa, Żeglarska i Klasztorna). Ponadto obronność Starego Miasta Torunia wzmacniały ok. 33 baszty, z których zachowały się Krzywa Wieża, Gołębnik, Żuraw, Wartownia, Monstrancja i 3 bezimienne baszty przy ulicy Podmurnej.
Nowe Miasto Toruń było otoczone podobnymi murami, budowanymi od lat 70. XIII w., jednak od strony zachodniej było ono pozbawione murów, gdyż na tym odcinku stykało się ono ze Starym Miastem Toruniem. Spośród dawnych 4 bram i ok. 21 baszt nowomiejskich nie zachowała się żadna. W roku 2009 odnaleziono fundamenty czwartej bramy Nowego Miasta Torunia, stojącej vis-à-vis staromiejskiej Bramy Kotlarskiej.
Mury w XV i XVI w. były modernizowane i przystosowywane do postępu techniki wojennej. W 1429 roku wzniesiono barbakan przed Bramą Starotoruńską, a w 1449 roku rozpoczęto budowę drugiego, przed Bramą Chełmińską. Oprócz tego około 1500 roku dwie baszty narożne Starego Miasta - północno-zachodnią i północno-wschodnią – przebudowano na okrągłe basteje wypełnione ziemią, przystosowane do obrony artyleryjskiej. Jedna z nich, tzw. Koci Łeb, zachowała się w zmienionej formie do dzisiaj.
Mury miejskie wpisane są do gminnej ewidencji zabytków (nr 225).

## Bramy

### Zachowane
- Brama Klasztorna – pochodzi z I połowy XIV wieku, podwyższona w XVI wieku
- Brama Mostowa – wybudowana w 1432 roku przez Hansa Gotlanda
- Brama Żeglarska – wzniesiona na przełomie XIII i XIV wieku, częściowo rozebrana i przebudowana w XIX wieku

### Niezachowane
- Brama Chełmińska – istniała od końca XIII wieku do około 1889 roku; była poprzedzona Barbakanem Chełmińskim z 1449 roku, który wyburzono w 1703 roku
- Brama św. Katarzyny (Bydlęca) – pochodziła z I połowy XIV wieku, zburzona w 1884 roku
- Brama św. Jakuba (Drzewna) – stała od przełomu XIII i XIV wieku do II połowy XIX wieku
- Brama Kotlarska (Wielka) – znajdowała się u wylotu dzisiejszej ul. Szerokiej, istniała od XIII/XIV wieku do 1834 roku
- Brama Łazienna (Biała) – wybudowana na przełomie XIII i XIV wieku, zburzona w II połowie XIX wieku
- Brama Paulińska (Więzienna) – znajdowała się u wylotu dzisiejszej ul. Szewskiej, zbudowana na przełomie XIII i XIV wieku, zburzona w 1878 roku
- Brama Prosta (Główna, Prawe Wrota) – powstała w I połowie XIV wieku, rozebrana w II połowie XIX wieku
- Brama Starotoruńska – wybudowana w II połowie XIII wieku, wyburzona ok. 1889 roku; była poprzedzona barbakanem zbudowanym w 1429 roku, który został zburzony przez wojska szwedzkie w 1703 roku; zachowane relikty szyi bramnej i barbakanu
- Brama – stała naprzeciw Bramy Kotlarskiej, powstała około 1270 roku, zburzona prawdopodobnie w okolicach 1454 roku

## Baszty

### Zachowane
- Krzywa Wieża
- Baszta Gołębnik – baszta jest obecnie najwyższym punktem nadwiślańskich murów miejskich
- Baszta Monstrancja – po II wojnie światowej w baszcie mieścił się m.in. skład znaków drogowych
- Baszta Wartownia – po II wojnie światowej znajdowało się tu schronisko młodzieżowe, a obecnie Stowarzyszenie Współpracy z Miastami Bliźniaczymi Torunia
- Baszta Żuraw
- Baszta 53
- Baszta 53a – obecnie hostel
- Baszta 56 – obecnie znajduje się tu siedziba dwóch konsulatów: Słowenii i Mołdawii oraz Towarzystwa Miłośników Torunia
- Baszta Koci Łeb – jedna z dziewięciu zachowanych do dziś baszt obronnych w ciągu murów miejskich

### Niezachowane
- Baszta Koci Ogon – obecnie fundamenty baszty znajdują się w podziemiach budynku administracyjnego pobliskiego Zakładu Karnego Inowrocław – Oddział Zewnętrzny w Toruniu[2]
- Baszta 25
- Baszta 27